# Сан-Франсиску-ду-Пара

Сан-Франсиску-ду-Пара на карте штата.

Сан-Франсиску-ду-Пара (порт. São Francisco do Pará) — муниципалитет в Бразилии, входит в штат Пара. Составная часть мезорегиона Северо-восток штата Пара. Входит в экономико-статистический микрорегион Брагантина. Население составляет 15 060 человек на 2010 год. Занимает площадь 479,564 км². Плотность населения — 31,4 чел./км².

## Демография
Согласно сведениям, собранным в ходе переписи 2010 г. Национальным институтом географии и статистики (IBGE), население муниципалитета составляет:
| Полное население                               | Полное население                               | Полное население                               | Полное население                               | 15 060 |
| ---------------------------------------------- | ---------------------------------------------- | ---------------------------------------------- | ---------------------------------------------- | ------ |
| в том числе:                                   | Городское население                            | 5113                                           | Процент городского населения, %                | 33,95  |
|                                                | Сельское население                             | 9947                                           | Процент сельского населения, %                 | 66,05  |
|                                                | Мужское население                              | 7775                                           | Процент мужского населения, %                  | 51,63  |
|                                                | Женское население                              | 7285                                           | Процент женского населения, %                  | 48,37  |
| Плотность населения, чел/км²                   | Плотность населения, чел/км²                   | Плотность населения, чел/км²                   | Плотность населения, чел/км²                   | 31,40  |
| Население муниципалитета в % к населению штата | Население муниципалитета в % к населению штата | Население муниципалитета в % к населению штата | Население муниципалитета в % к населению штата | 0,20   |

По данным оценки 2015 года население муниципалитета составляет 15 380 жителей.

## Статистика
- Валовой внутренний продукт на 2003 год составляет 31 457 025,00 реалов (данные: Бразильский институт географии и статистики).
- Валовой внутренний продукт на душу населения на 2003 год составляет 2056,55 реалов (данные: Бразильский институт географии и статистики).
- Индекс развития человеческого потенциала на 2000 год составляет 0,690 (данные: Программа развития ООН).

## Важнейшие населенные пункты
| № | Населённый пункт      | Населённый пункт (порт.) | Категория | Население чел. (2010) | На карте                       |
| - | --------------------- | ------------------------ | --------- | --------------------- | ------------------------------ |
| 1 | Сан-Франсиску-ду-Пара | São Francisco do Pará    | город     | 5113                  | 1°10′18″ ю. ш. 47°47′53″ з. д. |
| 2 | Жамбуасу              | Jambuaçu                 | поселок   | 988                   | 1°07′19″ ю. ш. 47°41′56″ з. д. |
| 3 | Гранжа-Эремита        | Granja Eremita           | поселок   | 512                   | 1°07′17″ ю. ш. 47°45′01″ з. д. |